# 黄雲嵩
黄雲嵩（こう うんすう、黄云嵩、ホァン・ユンサン、1997年1月15日 - ）は、中国の囲碁棋士。安徽省蕪湖市出身、中国囲棋協会に所属、九段。阿含桐山杯戦、グロービス杯世界囲碁U-20優勝など。

## 経歴
幼稚園の頃に両親により囲碁クラスに入る。9歳の時に銀川市で行われた晩報杯囲棋大会に最年少で出場、2007年10歳の時にプロ棋士を目指して北京の囲碁学校で学び始める。
2010年初段。同年リコー杯新秀戦ベスト8。2011年全国囲棋個人戦乙組2位、二段。2012年百霊愛透杯世界囲碁オープン戦に出場しベスト32、建橋杯新人王戦準優勝、三段。2014年リコー杯新秀戦優勝、四段。2015年利民杯世界囲碁星鋭最強戦ベスト8、グロービズ杯決勝で羅玄を破り優勝、阿含・桐山杯で陳耀燁を破り優勝。2016年竜星戦ベスト4、五段。2017年六段、威孚房開杯優勝。
2019年七段、三星火災杯ベスト16。2021年八段、倡棋杯中国プロ囲棋選手権戦ベスト4。上海財経大学に入学し人的資源管理を専攻。2022年九段。
中国囲碁リーグには2012年に大連チームで乙級出場、2013年から遼寧チームで甲級出場。中国棋士ランキングでは2015年15位、2016-17年11位。

### タイトル歴
- グロービス杯世界囲碁U-20 2015年
- リコー杯新秀戦 2014年
- 阿含・桐山杯中国囲棋快棋公開戦 2015年
- 威孚房開杯棋王戦 2016年

### 他の棋歴
国際棋戦
- 国手山脈杯国際囲棋戦 2021年世界プロ最強戦 ベスト8
- 三星火災杯世界囲碁マスターズ ベスト16 2019年
- 阿含・桐山杯日中決戦 2015年 （×井山裕太）
- 利民杯世界囲碁星鋭最強戦 2016年ベスト4
- おかげ杯国際新鋭対抗戦団体戦 2016年優勝、2015年3位
- 中韓囲碁リーグ優勝対抗戦 2019年 2-0（○金顕燦、○崔哲瀚）

国内棋戦
- 建橋杯中国囲棋新人王戦 準優勝 2012年
- 阿含・桐山杯中国囲棋快棋公開戦 2021年 準優勝
- 全国囲棋個人戦 2024年2位
- 中国囲棋甲級リーグ戦
  - 2012年乙級（大連上方）2-5
  - 2013年（遼寧覚華島）10-9
  - 2014年（遼寧覚華島）7-7
  - 2015年（華泰証券江蘇）13-8
  - 2016年（華泰証券江蘇）12-10
  - 2017年（華泰証券江蘇）14-12
  - 2018年（華泰証券江蘇）15-11
  - 2019年（江蘇）4-5
  - 2020年（華泰証券江蘇）7-7
  - 2021年（江蘇）9-6
  - 2022年（江蘇神獣腓腓）9-6
  - 2023年（江蘇神獣腓腓）8-9
  - 2024年（江蘇神獣腓腓）8-9

- 全国智力運動会
  - 2015年男子団体戦3位（江蘇省チーム）
  - 2019年プロ男子快棋戦3位